# Wijken en buurten in de gemeente Nieuwerkerk aan den IJssel
De Nederlandse gemeente Nieuwerkerk aan den IJssel werd tot herindeling van 1 januari 2010, voor statistische doeleinden onderverdeeld in wijken en buurten. Per 1 januari 2010 maakt de gemeente Nieuwerkerk aan den IJssel deel uit van de gemeente Zuidplas.

De gemeente werd verdeeld in de volgende statistische wijken:
- Wijk 00 (CBS-wijkcode:056700)

Een statistische wijk kan bestaan uit meerdere buurten. Onderstaande tabel geeft de buurtindeling met kentallen volgens het Centraal Bureau voor de Statistiek (2008):
| CBS-buurtcode | Buurtnaam                     | Inwonertal | Opp. totaal (ha) | Opp. land (ha) | Ligging                |
| ------------- | ----------------------------- | ---------- | ---------------- | -------------- | ---------------------- |
| BU05670001    | Oude Dorp                     | 270        | 8                | 8              | Locatie in de gemeente |
| BU05670002    | Dorrestein                    | 5240       | 96               | 96             | Locatie in de gemeente |
| BU05670003    | Zuidplas                      | 8180       | 114              | 110            | Locatie in de gemeente |
| BU05670004    | Klein Polder                  | 1000       | 18               | 17             | Locatie in de gemeente |
| BU05670005    | Kleine Vinke                  | 50         | 55               | 55             | Locatie in de gemeente |
| BU05670006    | Esse Hoog                     | 1790       | 27               | 25             | Locatie in de gemeente |
| BU05670007    | Esse Laag                     | 2390       | 36               | 36             | Locatie in de gemeente |
| BU05670008    | Parkzoom                      | 930        | 16               | 14             | Locatie in de gemeente |
| BU05670009    | Verspreide huizen Nieuwerkerk | 1880       | 1477             | 1369           | Locatie in de gemeente |